# Thabo Nthethe

Thabo Benett Nthethe (Bloemfontein, Estado Libre, 3 de octubre de 1984) es un futbolista sudafricano. Actualmente está sin equipo.

## Trayectoria
| Club                | País      | Año         |
| ------------------- | --------- | ----------- |
| Bloemfontein Celtic | Sudáfrica | 2004 - 2014 |
| Mamelodi Sundowns   | Sudáfrica | 2014 - 2018 |

## Palmarés

### Títulos nacionales
| Título                       | Club                | País      | Año  |
| ---------------------------- | ------------------- | --------- | ---- |
| Copa de la Liga de Sudáfrica | Bloemfontein Celtic | Sudáfrica | 2012 |
| Premier Soccer League        | Mamelodi Sundowns   | Sudáfrica | 2014 |
| Copa de Sudáfrica            | Mamelodi Sundowns   | Sudáfrica | 2015 |
| Copa de la Liga de Sudáfrica | Mamelodi Sundowns   | Sudáfrica | 2015 |
| Premier Soccer League        | Mamelodi Sundowns   | Sudáfrica | 2016 |

### Títulos internacionales
| Título                      | Club (*)          | Sede       | Año  |
| --------------------------- | ----------------- | ---------- | ---- |
| Liga de Campeones de la CAF | Mamelodi Sundowns | Alejandría | 2016 |

(*) Incluyendo la selección